# Херсонский, Борис Григорьевич
Бори́с Григо́рьевич Херсо́нский (укр. Бори́с Григо́рович Херсо́нський; род. 28 ноября 1950, Черновцы, УССР) — украинский поэт, публицист и переводчик, пишущий преимущественно на русском языке, а также клинический психолог и психиатр. Кандидат медицинских наук.

## Биография
Родился в семье врачей; дед — Роберт (Ривен) Аронович (1896—1954) был одним из зачинателей детской психоневрологии в Одессе, а в послереволюционные годы под псевдонимом Ро выпустил две книги сатирических стихов — «Вся Одесса в эпиграммах» и «Гудок» (обе — 1919 года). Сборник стихов «Студенты» опубликовал в 1949 году и отец Херсонского Григорий Робертович (книга его избранных стихотворений «Возвращение» вышла в 2004 году). Семья матери до Великой Отечественной войны жила в Бессарабии, после войны осела в Черновцах, где возвратившись с фронта учился в мединституте и его отец.
В детские годы жил в Старобельске, куда по распределению попали его родители. Учился в Ивано-Франковском медицинском институте, окончил Одесский медицинский институт. Работал психоневрологом в Овидиопольском районе Одесской области, затем — психологом и психиатром в Одесской областной психиатрической больнице. В годы Перестройки работал также в городской газете, сотрудничал в эмигрантских СМИ.
С 1996 года работает на кафедре психологии Одесского национального университета, в 1999—2015 годах заведующий кафедрой клинической психологии. С 2016 года в Киевском институте современной психологии и психотерапии (КИСПП): проректор по науке, с 2017 года ректор. Автор шести монографий по психологии и психиатрии, в том числе «Психодиагностика мышления» (2003). Возглавляет Союз психологов и психотерапевтов Украины (с 2011 года). В 1990-е годы также активно выступал в городской прессе как журналист и публицист.

## Творчество

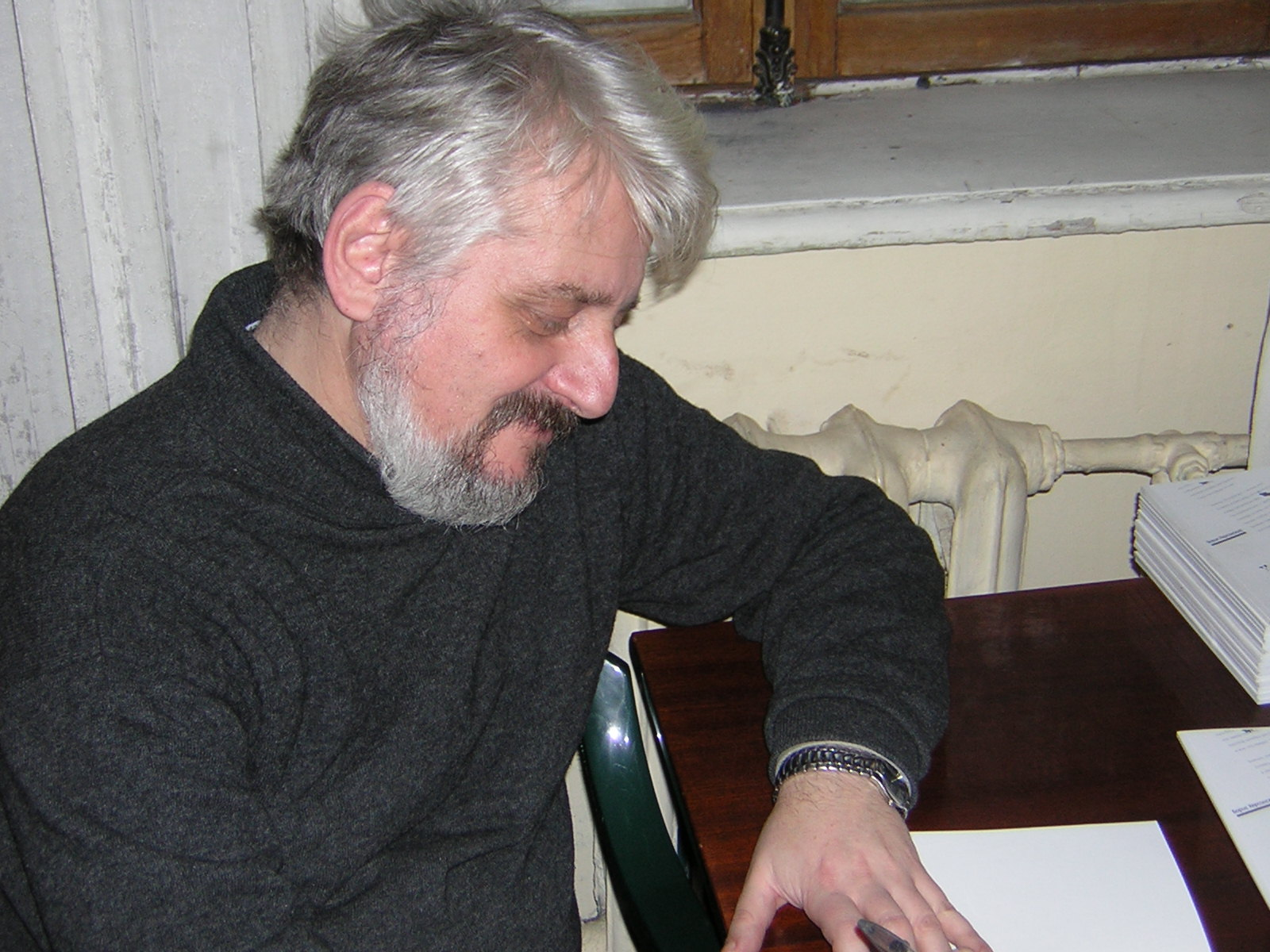
Борис Григорьевич Херсонский.
Презентация книги «Нарисуй человечка», ноябрь 2004 года. Книжный салон «Остров сокровищ», Одесса, ул. Ланжероновская, 2.

Первые поэтические публикации в конце 1960-х годов. В 1970—1980-е годы Борис Херсонский — одна из наиболее ярких фигур в неофициальной поэзии Одессы, участник общественного движения самиздата не только в качестве автора, но и в качестве распространителя других нелегальных книг. Его стихи распространялись обычным тогда способом — в машинописных копиях. В начале 1990-х годов начинают выходить книги, тоже неофициально — без ISBN, но уже без запретов. Публикации в русскоязычной эмигрантской прессе со второй половины 1980-х годов. Первая книга, изданная легально (с ISBN) — «Восьмая доля» (1993). Далее «Вне ограды» (1996), «Семейный архив» (1997), «Post Printum» (1998), «Там и тогда» (2000), «Свиток» (2002), «Нарисуй человечка» (2005), «Глаголы прошедшего времени», а также переложения библейских текстов, собранные в «Книге хвалений» (1994) и сборнике «Поэзия на рубеже двух заветов. Псалмы и оды Соломона» (1996). Печатался также в журналах «Арион», «Знамя», «Крещатик», «Новый мир», «Октябрь», «Homo Legens» и других.
Наиболее значительным литературным трудом Херсонского является, по-видимому, книга «Семейный архив», в которой из отдельных биографических стихотворений-очерков складывается эпическое полотно жизни и исчезновения евреев на Юге Украины на протяжении всего XX века. Самиздатская книга вышла в Одессе в 1995 году. В 2006 году «Семейный архив» стал первым сборником Херсонского, изданным в России — издательством «Новое литературное обозрение» («НЛО»), в серии «Поэзия русской диаспоры» (редактор — Дмитрий Кузьмин). Второй книгой поэта, изданной этим издательством, стала «Площадка под застройку» (2008). Сборник стихотворений и эссе «Вне ограды» был издан издательством «Наука» в 2008 году (серия «Русский Гулливер»). В 2009 году опубликована книга «Мраморный лист» (Москва, «АРГО-РИСК»), в которую вошли стихи, написанные в Италии осенью 2008 года, а также книга «Спиричуэлс» (Москва, «НЛО»). В 2010 году в издательстве «Новое литературное обозрение» опубликована книга «Пока не стемнело» с предисловием Ирины Роднянской. В 2012 году киевское издательство «Спадщина-Iнтеграл» опубликовало книгу стихов «Пока ещё кто-то», перекликающуюся с предыдущей книгой, изданной в Москве. В том же году в издательстве «Айлурос» (Нью-Йорк) вышла совместная книга Бориса Херсонского и Сергия Круглова «Натан. В духе и истине», а в московском издательстве «Арт Хаус Медиа» книга «Новый естествослов». В 2014 году петербургское «Издательство Ивана Лимбаха» выпустило сборник «Missa in tempore belli. Месса во времена войны», в 2015 году в харьковском издательстве «Фолио» опубликована книга «Кабы не радуга», а в издательстве «Meridian Czernowitz», связанном с одноимённым международным поэтическим фестивалем, — книга «Kosmosnash». В 2019 году вышла книга избранных стихотворений «Девять», в 2021 году — двухтомник избранных стихотворений «Распечатка» (укр. Роздруківка), в котором первый том состоит из стихотворений на русском языке, второй — из стихотворений и авторских переводов на украинском. В 2020 году вышла книга стихов на еврейскую тему «Будем теплом и пеплом». Две книги стихов последнего времени — «Взрывная волна» (2022, совместно с Людмилой Херсонской) и «Не ко времени» (2023, предисловие Марии Соццани-Бродской) изданы в Израиле.
Херсонский также опубликовал несколько нестихотворных книг. В 2012 году вышла книга «Кладезь безумия. Записки психиатра», проиллюстрированная Александром Ройтбурдом. D 2015 году киевское издательство «Дух і літера» выпустило книгу Херсонского «Открытый дневник», основанную на его записях в Фейсбуке и включающую как стихотворения, так и записи на социально-политические темы; в том же году эта книга была удостоена специальной премии имени Юрия Шевелёва (присуждаемой под эгидой Украинского ПЕН-центра). В 2016 году вышел сборник эссеистики «Лоскутное одеяло» (укр. Клаптикова ковдра), включающий очерки на разные темы, написанные как по-русски, так и по-украински и демонстрирующие одинаково эффективное владение двумя языками.
Стихи Бориса Херсонского переводились на украинский, грузинский, болгарский, английский, финский, итальянский, нидерландский и немецкий языки. В 2010 году в издательстве «Wieser Verlag» вышел немецкий перевод книги «Семейный архив»; в 2014 году книга была переиздана в двуязычном русско-немецком варианте, одновременно вышло двуязычное русско-нидерландское издание в амстердамском издательстве «Pegassus»; в 2016 году вышел перевод «Семейного архива» на украинский язык, выполненный Марианной Кияновской совместно с автором, в 2018 году — чешский перевод Джамили Стегликовой. В свою очередь, Херсонский опубликовал ряд переводов современной украинской и белорусской поэзии (в частности, Сергея Жадана и Марии Мартысевич) на русский язык. Автопереводы на украинский язык и стихи последних лет, впервые в творческой биографии поэта написанные сразу по-украински, составили книгу «Сталина не было» (укр. Сталіна не було; 2018), редактором которой выступил Юрий Винничук. В 2022 году изданы книги стихов «Il mondo frantumato» (с итал. — «Расколотый мир»; перевод на итальянский язык Клаудии Скандура и Марии Содзани-Бродской) и «The Country Where Everyone’s Name Is Fear» (совместно с Людмилой Херсонской, под редакцией Ильи Каминского и Кэти Феррис).

## Гражданская позиция
Херсонский последовательно выступает как сторонник украинской независимости, противник давления на свою страну со стороны России и жёсткий оппонент пророссийских сил внутри Украины. По его словам, в связи с этим он подвергся издевательствам и враждебному отношению в период Оранжевой революции, а после следующей революции, во время российской военной агрессии против Украины в 2014—2015 годах неоднократно получал угрозы расправы. 10 февраля 2015 года было опубликовано интервью, в котором Херсонский заявил, что не остался бы в Одессе, если бы город был оккупирован. Вечером в тот же день у его дома произошёл теракт. По поводу различных беспорядков и провокаций в городе Херсонский писал:
Я почти убеждён, что события в Одессе представляют собой некий спектакль, основной зритель которого сидит на значительном расстоянии от событий в комфортной ложе. Основную выгоду здесь получают СМИ РФ. Им нужна «картинка» для новостных программ. Им необходимо поддерживать у зрителя ощущение постоянной напряжённости в регионе, присутствие пророссийского сопротивления. Не того, которое открыто проявляется в блогосфере, а того, «партизаны» которого при случае возьмутся за оружие. Кровь этому зрителю пока не нужна.
- По окончании медицинского института уничтожил свои комсомольские документы.
- С 1972 по 1982 год — участвовал в диссидентском движении, преимущественно как распространитель самиздата. Также занимался мониторингом психиатрической репрессий. В 1982 году после многочасовых допросов в КГБ прекратил активность, потому что понял, что все его действия известны КГБ.
- С 1986 года — член Одесского Мемориала.
- В 1986 году начал кратковременную работу в Одесском Народном Рухе, член областного Провода. Но вышел из Руха после антисемитских высказываний и статьи о том, что одесский Рух «всё чаще называют синагогой». В это же время движение покинуло ещё несколько активистов еврейского происхождения.
- В 1988—1996 годах депутат Одесского городского совета. Был в оппозиции к исполнительной власти.
- С 1986 года регулярно сотрудничал с одесскими газетами и эмигрантской прессой, радио «Свобода» и «Новое русское слово» (НЙ), «Русская мысль» (Париж).
- В 1991—2002 годах — заведующий отделом «Общество» в газете «Одесский вестник», после разгрома редакции — «Вестник региона».
- Поддерживал оба Майдана (2004, 2014).
- В июне 2018 года поддержал открытое письмо деятелей культуры, политиков и правозащитников с призывом к мировым лидерам выступить в защиту заключенного в России украинского режиссёра Олега Сенцова и других политзаключённых[15].

По мнению Дирка Уффельмана поэзия Херсонского наряду с его записями в блогах «выполняет роль перформативной критики концепта русофобии на фундаментальном уровне, артикулируя множественность русских культур и их независимость от ограничений политических конструкций и национальных границ».

## Признание
- Лауреат фестиваля «Киевские лавры» (2008), специальной премии «Московский счёт» (2007), лауреат стипендии фонда им. И. Бродского (2008). Короткий список Национальной премии Украины имени Тараса Шевченко (2021)[17].
- Лауреат поэтической премии «Anthologia» журнала «Новый мир» (2008)[18] и премии журнала «Интерпоэзия» (за лучшую публикацию 2021 года)[19]. Короткий список Премии Андрея Белого (книга «Семейный архив»). Русская премия (диплом второй степени) за книгу «Пока не стемнело» (2011). Лауреат 4-го и 5-го международных Волошинских конкурсов (2006, 2007), дипломант 7-го и 8-го международных Волошинских конкурсов. Короткий список «Книга года» в номинации «Лучший поэтический сборник» за книгу «Спиричуэлс» (2009).
- Специальная премия «Literaris» (Австрия) за книгу «Семейный архив» (2010)[20]. Премия международного фестиваля «Перекрёстки культуры» (итал. Incroci di Civiltà; Венеция, 2022)[21].
- В 2022 году удостоен звания почётного академика (Academic Honoris Causa) международной организации Carta Academica[22].

## Семья
Жена — поэтесса Людмила Херсонская. Племянница — американская писательница Елена Ахтёрская (род. 1985).